# Амонит
 Тази статия е за взривните вещества.  За мекотелите вижте Амонити.  За филма вижте Амонит (филм).
Амонитите са взривни вещества, представляващи смес на амониев нитрат и тринитротолуол. Към амонитите се отнасят и амоналите – амонити, съдържащи алуминиев прах. Намират широко приложение при взривни работи и във военното дело.
Амониевият нитрат е относително евтин спрямо тринитритолуола. Добавката на алуминий повишава температурата на горене и отделените при взрива газообразни продукти. Прибавянето на малки количество тротил или хексоген повишава бризантността. При взривни минни дейности обаче бризантността е по-скоро нежелателна.
В САЩ сместа на амониев нитрат и алуминиев прах е известна под наименованието „Танерит“ – продава се под формата на разделени поотделно алуминиев прах и амониева селитра. Двата продукта поотделно не са взривоопасни, съответно тяхното закупуване и употреба не се регулира от Щатското бюро за алкохол, тютюн, огнестрелни оръжия и експлозиви. Смесването става от крайния потребител. Употребява се предимно за увеселителни цели. Изстрелването на високоскоростен проектил към сместа води до нейното взривяване.